# Азербайджанцы в Иране
Азербайджанцы в Иране (самоназвание тюрки (азерб. ایران تورکلری / İran türkləri); азерб. ایران آذربایجانلیلاری / İran azərbaycanlıları, перс. آذربایجانیهای ایران‎) — основная часть азербайджанского этноса, преобладающее население северо-западных областей Ирана, живут главным образом в провинциях Западный Азербайджан, Восточный Азербайджан, Ардебиль, Зенджан и Казвин (доминируют в этих регионах), а также в провинциях Гилян, Курдистан, Кум, Тегеран и Хамадан. Общая численность составляет около 25-35 миллионов человек (35-42 % населения Ирана). В основном — мусульмане-шииты, также имеются небольшие группы мусульман-суннитов.

## Расселение
Азербайджанцы составляют подавляющее население Северо-Западного Ирана, являясь после персов второй по численности этнической группой страны и крупнейшим национальным меньшинством Ирана. Они составляют большинство в провинциях Западный Азербайджан, Восточный Азербайджан, Ардебиль и Зенджан. Проживают также в провинциях Гилян, Курдистан, Кум и Тегеран (около 25 %). Крупные азербайджанские общины имеются в городах Тегеран, Кередж, Мешхед и Хамадан. По разным оценкам, от четверти до трети населения Тегерана составляют иммигранты азербайджанского происхождения и их потомки в первом или втором поколении.

## История

### Этногенез
Формирование азербайджанского этноса на территории Восточного Закавказья и Северо-Западного Ирана представляло собой многовековой процесс, завершившийся в основном к концу XV века.

### Сефевидский период
Отсутствие единой централизованной власти в государстве Ак-Коюнлу и междоусобная борьба способствовали в конце XV века усилению влияния суфийского ордена Сефевие. Сефевиды, этническое происхождение которых в точности неизвестно (подробнее см. Сефевиды), говорили на азербайджанском языке; по мнению В. Минорского, они также владели и персидским, как родным.
Опорой Сефевидов стали огузские кочевые племена разного происхождения: румлу, шамлу, устаджлу, бахарлу, текелю, афшар, каджар, зулькадар и варсак. Во второй половине XV века эти племена получили общее название — кызылбаши (азерб. «красноголовые»), поскольку они носили чалму с двенадцатью пурпуровыми полосками в честь двенадцати шиитских имамов. Опираясь на них, руководитель сефевидского ордена шейх Исмаил предпринял поход против ширваншахов, овладел Шемахой и Баку, а затем разгромил правителя Ак-Коюнлу. Овладев Азербайджаном, в 1501 году он прововозгласил себя шахом. Шах Исмаил I Хатаи, родившийся в городе Ардебиль и владевший тюркским языком как родным, является классиком азербайджанской литературы и поэзии. В Государстве Сефевидов азербайджанский язык стал почти на столетие языком двора, армии и суда (он сохранял этот статус на протяжении около столетия).
В первый период Сефевидов азербайджанские тюрки доминировали в управлении Персией, а местный вариант тюркского языка и персидский язык испытывали сильное взаимное влияние.

### Период от Сефевидов до падения Каджаров

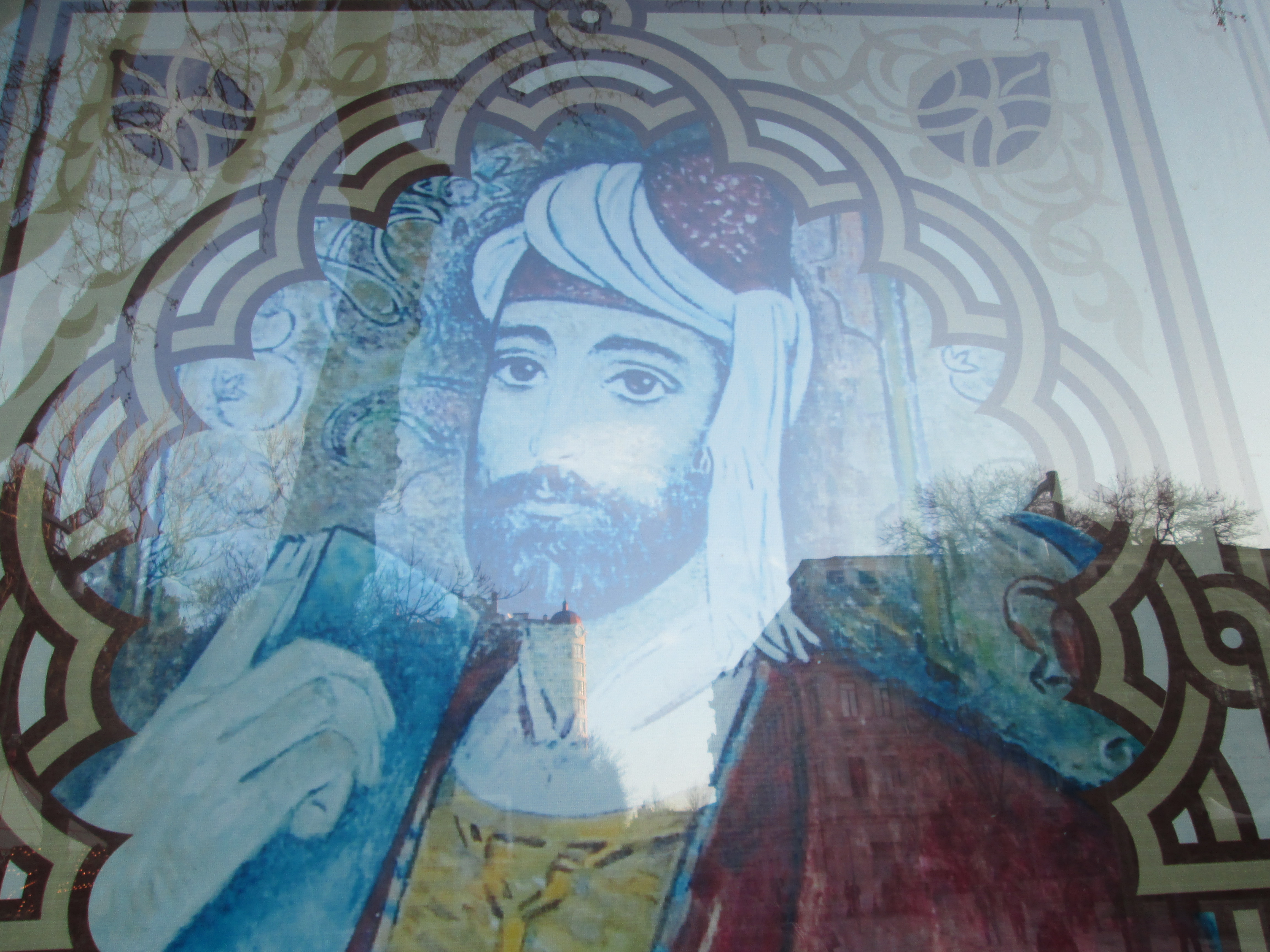
Хабиби, азербайджанский поэт конца XV — начала XVI века, писавший на родном азербайджанском языке. Изображение Хабиби на окне здания Музея азербайджанской литературы имени Низами Гянджеви в Баку

После падения династии Сефевидов в XVIII веке и хаоса последующих лет, азербайджанцы оказались разделены между двумя десятками полунезависимых ханств. Основателем Макинского ханства стал Ибрагим-бек из племени баят, Ардебильского — глава племени шахсевенов Назар Али-хан, Карадагского — глава племени карадагцев Казым-хан, Урмийского — один из предводителей племени афшаров Фатали-хан Афшар. Марагинское ханство управлялось главами азербайджанского племени мукаддам, во владении которым Марага была отдана ещё шахом Аббасом I. 

#### Туркманчайский договор
Последовавшая в начале XIX века русско-персидская война привела в 1828 году к установлению новой границы по реке Аракс, согласно Туркманчайскому договору, по которому юго-восточное Закавказье перешло под контроль Российской империи, а большая часть исторической области Азербайджан осталась в составе Ирана, и влияние азербайджанцев в Иране значительно ослабло.

#### Отношения с другими народами
Известно, что у азербайджанцев были смешанные отношения с другими меньшинствами Ирана. Курды, составляющие около 14 % населения Ирана, не имеют особо хороших отношений с азербайджанцами. Несколько городов на западе Ирана, такие как Урмия и Маку, населены как курдами, так и азербайджанскими тюрками. В последнее десятилетие этническое большинство тюрок-азербайджанцев в некоторых районах, близких к границе с Турцией, было разбавлено иммиграцией курдов. В эпоху Каджаров курды и азербайджанцы с неохотой сотрудничали друг с другом в военных кампаниях. В 1848 году население Хорасана, состоящее из курдов, туркмен и персов, выступило против расквартированного в провинции азербайджанского гарнизона, что было вызвано неприязнью к этническим особенностям азербайджанцев.

#### Отходничество
Начиная с 1850-х годов, среди населения Иранского Азербайджана широкое распространение получило отходничество. Непростое социально-экономическое положение в Персии вынуждало людей уезжать на заработки за границу, прежде всего в пределы Российской империи, в Закавказье. Как правило, отходниками из Персии становились азербайджанцы. Среди них, конечно же, имелись и представители других этнических групп страны, но в царских документах иранские подданные называются «персами», «персидскими» рабочими и т. п. Сами себя отходники из Иранского Азербайджана именовали «хам шахран» (земляки). В России это слово, в виде искажённой формы «амшара», стало нарицательным названием для всех иранских отходников и употреблялось в то время как «голытьба», «быдло», «не человек». В различных товарных отраслях сельского хозяйства широко применялся наёмный труд, в том числе и на маренных плантациях, где подавляющее большинство рабочих составляли выходцы из Дагестана и Иранского Азербайджана. В 1867 году число иранских азербайджанцев среди наёмных работников доходило до 14 тыс. человек, из них до 9 тыс. работало на маренниках Кубинского уезда. В первом десятилетии XX века 50 % нефтяников в Баку были иранцами, большей частью азербайджанцами. В 1891 года из Иранского Азербайджана в Россию выехали 15,615 рабочих, а в 1905 году — около 100 тыс. К 1925 году в Азербайджанской ССР проживало 45 028 тюрок Персидского Азербайджана (иранских азербайджанцев).

### Национальный вопрос

#### Роль интеллектуалов азербайджанцев в зарождении иранского национализма
Во второй половине XIX — начале XX века в общественно-политической жизни иранского общества происходили существенные изменения. Персия постепенно стала втягиваться в сферу международной политики и мировой торговли, что способствовало развитию капиталистических отношений. Политическое, культурное и экономическое воздействие европейских стран, стимулировало развитие в иранском обществе новых форм общественно-политической мысли. Просветительское движение, возникшее в тот период, способствовало пробуждению национального самосознания и постепенному формированию буржуазной идеологии. Л. Р. Полонская отмечала: «При этом здесь проявилось не только формирующееся национальное сознание масс, но социально ограниченная трактовка проблем, связанных с этнической и национальной консолидацией, с позицией зарождающихся буржуазных слоёв. Таким образом, одновременно с ростом классового самосознания буржуазии происходит и становление национализма». Важную роль в просветительской деятельности сыграли иранские образованные слои как персидского, так и азербайджанского происхождения.

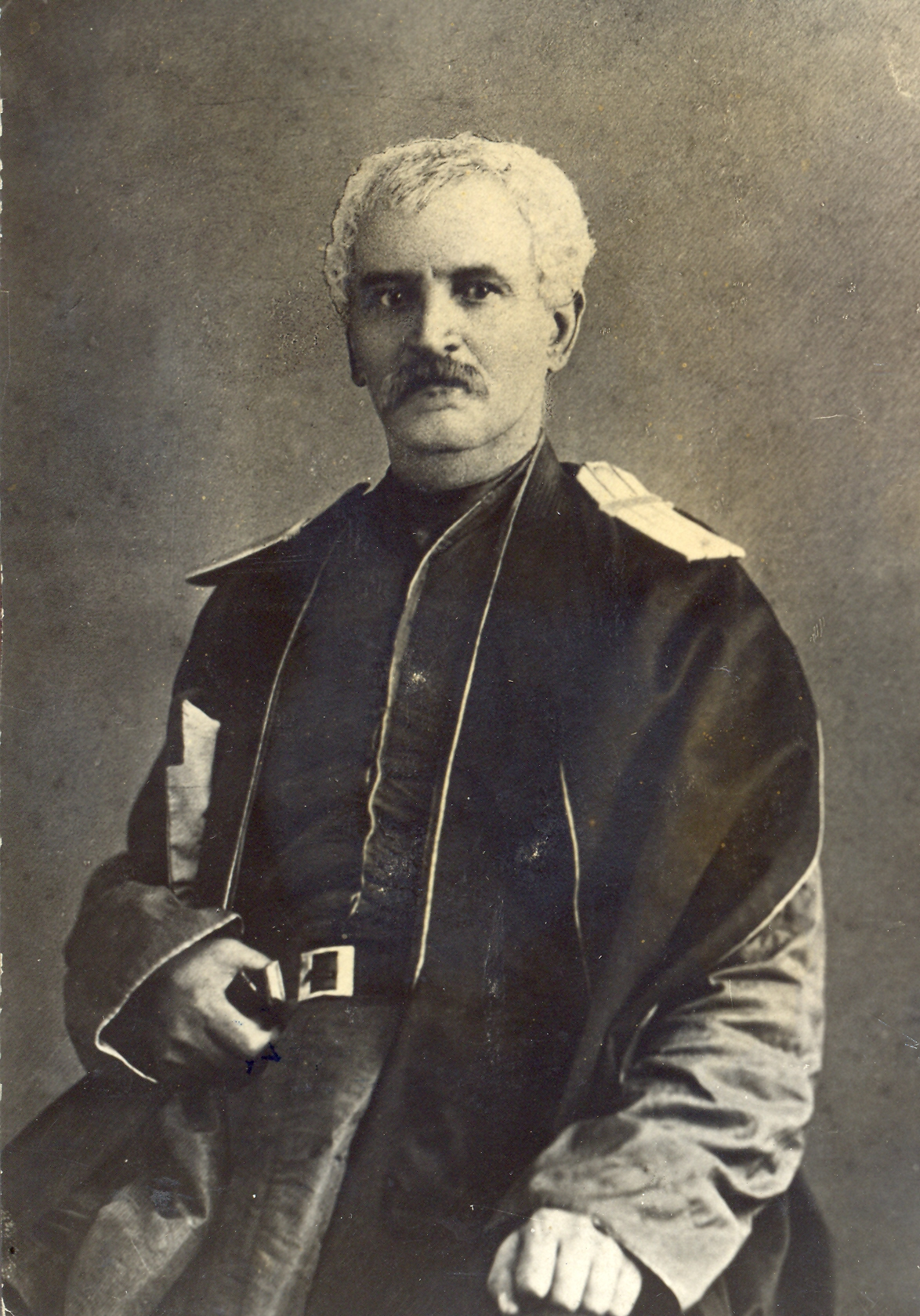
Мирза Фатали Ахундов

Значительное влияние на становление иранской национальной мысли оказали также азербайджанцы с Кавказа. Например, писатель-просветитель Мирза Фатали Ахундов был одним из предшественников романтического, современного иранского национализма. Его произведения стали одним из важнейших источников формирования взглядов таких иранских просветителей XIX века, как Мирзы Мелкум-хана, Мирзы Юсиф-хана, Мирзы Ага-хана Кермани, Абдуррагима Талыбова, Гаджи Зейналабдина Марагаи и других. Что же касается азербайджанцев Ирана, то они в начале XX века сыграли не только значительную роль в социально-политической истории страны, но значительную роль в становлении иранского национализма.
Развитие национальных идеи сопровождалась эволюцией самой концепции нации («меллет»). Термин «меллет» (нация) в иранской общественной мысли длительное время служило обозначением не только религии, но и конфессиональной общности последователей различных сект и религий. В процессе развития общественно-политической и духовной жизни страны происходит изменение объёма и содержание этого понятия. Под «меллет» с течением времени уже понимается социально-политическая общность, прежде всего население страны, имеющей свою государственность и этническую общность вообще. Азербайджанский просветитель Мирза Абдуррахим Талибов Табризи, деятельность которого оказало большое воздействие на иранских интеллигентов в начале XX столетия, рассматривал «нацию» как социально-экономическую общность. Он писал: «Население одной страны мы называем джамаат, а население нескольких стран, объединённых в одно государство — нацией». В дальнейшем, в определении нации стали вкладываться такие признаки как государственная независимость и язык. Так, у другого азербайджанского деятеля И. Зенджани, например, встречаем следующее: «Сообщество жителей многих деревень, городов и областей, связанных между собой и объединённых как управлением, законом, интересами и целями, так и языком, происхождением и религией называют государством, население — нацией».
Таким образом, в Иране с возникновением капиталистических отношений этот термин («меллет» или «меллет-е Иран», то есть «иранская нация») означал население страны вообще. Если в европейском понятии «нация» понималась как государство, то в Иране «национальное» никогда не употреблялось в значении «государственной». Более того, в процессе развития понятия «иранская нация» в него стали вкладываться элементы этнической общности (язык, национальное сознание, происхождение, традиции, дух и т. д.). Несмотря на то, что иранцы были хорошо осведомлены об этно-социальной структуре общества, среди них вплоть до 1920-х годов господствовало представление о том, что они составляют единую нацию. Наличие государственного единства, единого государственного языка и религиозной общности подавляющей части населения лишь подкрепляло это представление. В то же время, наличие подобного взгляда содержало в себе возможность возникновению в персидской этнической среде шовинистской идеологии.

#### Конституционная революция
В связи с зарождением новых общественных отношений, из населяющих страну народов, лишь среди персов и азербайджанцев начался процесс национальной консолидации, возникало национальное самосознание. Важным этапом в национальном развитии иранского общества, прежде всего персидского и азербайджанского народов, стала Конституционная революция 1905—1911 годов На эти годы приходится возникновение и укрепление у азербайджанцев чувства национального самосознания, выразившееся в национальном движении за развитие своего родного языка и культуры.
Население Иранского Азербайджана в революционные годы наиболее последовательно выступало за введение конституции, против феодальной реакции и империализма. Азербайджанский провинциальный энджумен разослал во все крупные города Ирана телеграмму, в которой объявил, что «миллети Азербайджан», то есть «азербайджанская нация», отказались признать сюзеренитет Мохаммад Али-шаха. Впервые азербайджанцы всенародно были названы нацией. Энджумен провозгласил Тебриз временной столицей Ирана, а себя — временным меджлисом. В Иранском Азербайджане стали выходить газеты на азербайджанском языке («Азербайджан», «Фарьяд» и др.). Революционный Тебриз наводнила народная литература, восхваляющая роль Азербайджана в истории Ирана. Газета «Фарьяд», издававшаяся в Урмии, в 1907 году в статье «Обращение к тюркской молодёжи» призывала молодёжь Иранского Азербайджана к единению и в пример ставила ей борьбу за свои права кавказских азербайджанцев. В Иранском Азербайджане также возникли светские азербайджанские школы, где преподавание велось по новому методу.
В революционный период происходит трансформация иранского национализма, который постепенно перерастает в шовинизм, чему способствовала сама конституция, а также первый избирательный закон, закрепившие за персами статус господствующей нации. Особые привилегии конституция предоставила Тегерану, поскольку от него в меджлис (156 заседателей) избралось 60 депутатов, в то время как от Иранского Азербайджана, чьё население в 6-7 раз было больше, избиралось 12 депутатов, от остальных регионов ещё меньше. Конституция провозгласила персидский государственный языков стране. Правом избирать и быть избранным обладали только граждане, которые умели читать и писать по-персидски. Существование в стране помимо персидского и других языков вызывает открытое недовольство у некоторой части националистически ориентированной интеллигенции. По мнению тогдашней газеты «Хабл-ол-метии» конституция и республиканский строй не смогут гарантировать независимость страны, пока в стране существуют разные языки.
В дальнейшем в представлении идеологов персидского национализма понятие «иранская нация» из социального значения (населения) превращается в этническую общность с некоторой неоднородностью по языку. Для устранения этих моментов перед ними встаёт задача достижения этнической однородности. С этой целью азербайджанские идеологи персидского национализма пытаются обосновать не тюркское, а арийское происхождение азербайджанцев, и что тюркский язык является для них навязанным. В 1920-х годах в издававшемся в Берлине журнале «Ираншахр» предпринимались попытки доказать, что тюрки Азербайджана «по происхождению иранцы» (в расовом отношении). В идеологии националистически настроенных кругов возобладала идея о «единой иранской нации».

### Первая мировая война. Движение Хиябани
Во время Первой мировой войны Иранский Азербайджан стал ареной боевых действий между русской и османской армиями. В ноябре 1914 года турецкие войска под командованием немецкого генерала Лимана фон Сандерса и Шукри-паши вторглись в пределы Иранского Азербайджана и в январе 1915 года заняли Тебриз. Они проявляли жестокое обращение не только по отношению к христианскому населению, но и к местным мусульманам, что вызывало среди населения региона неприязнь к захватчикам. Когда в том же месяце русские войска перешли в наступление и вытеснили турецкие части из Тебриза и других мест, то население Иранского Азербайджана нападало на отступавших турок. Турецкий генеральный консул в Тебризе Рахиб-бей в своём рапорте от 20 января 1915 года писал: «Когда весть о нашем поражении распространилась по окрестностям Тавриза, то жители селений Гаджаб-Шир, Бинаб, Миандуаб, Мелек-Кенди и Марага, вооружившись, начали нападать на отступающих турок…». Под конец войны в районе Урмии были отмечены острые вооружённые конфликты, в которых участвовали курды, азербайджанцы, ассирийцы и т. д. По иранским данным в Урмии и его окрестностях при активном участии христианских религиозных миссий айсорские вооружённые отряды убили около 6100 азербайджанцев.

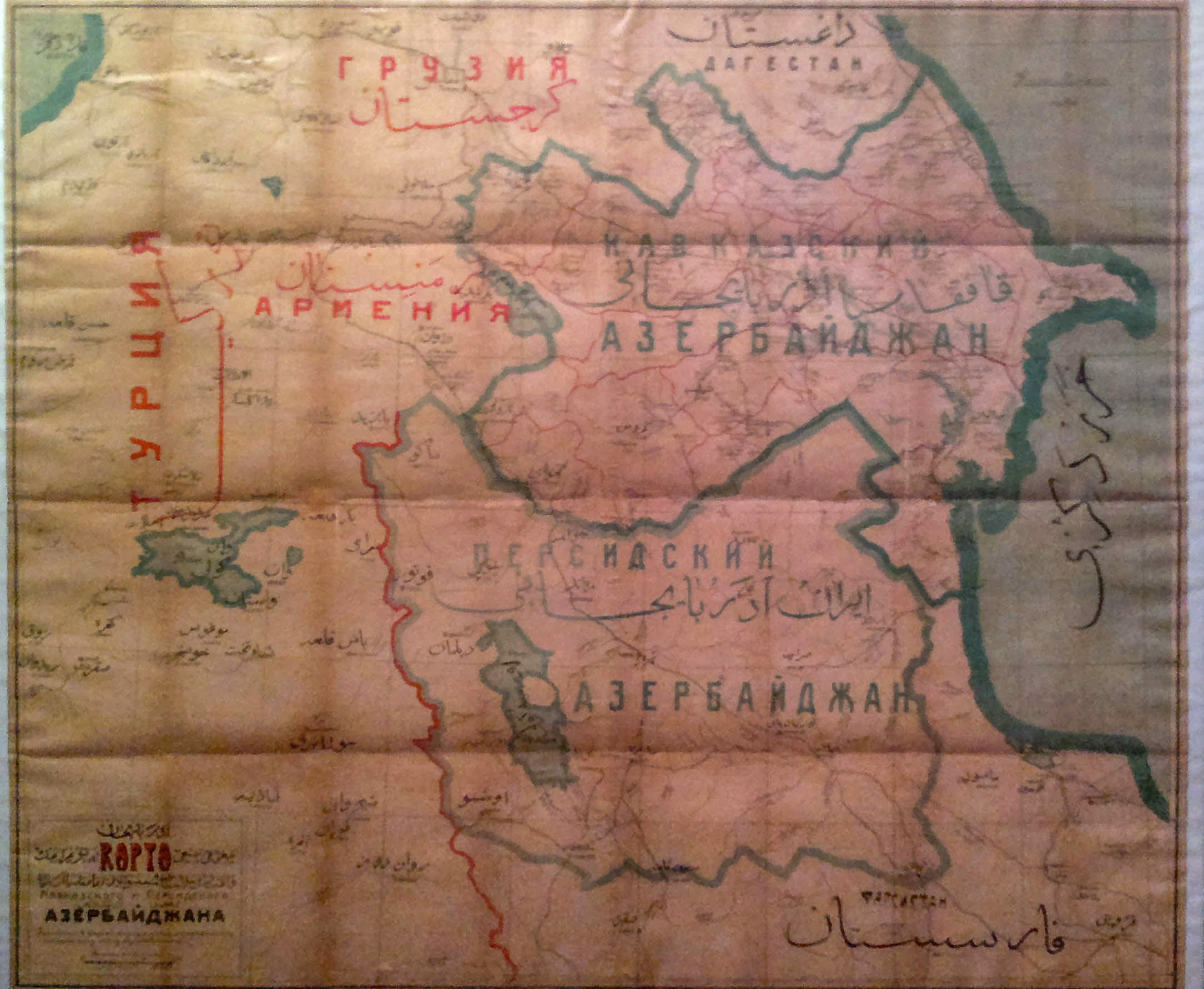
Изготовленная в Азербайджанской Демократической Республике (1918—1920) карта, показывающая «Кавказский Азербайджан» (включая претендуемые правительством Азербайджана спорные территории) и «Персидский Азербайджан». Музей истории Азербайджана

Летом 1918 года турецкие войска вновь вошли на территорию Иранского Азербайджана и взяли под контроль его столицу Тебриз. Одновременно на территории северного Азербайджана была провозглашена независимая Азербайджанская Демократическая Республика. Появление турецких войск в Тебризе в 1918 году всколыхнуло национальные чувства азербайджанцев и стимулировало стремление к объединению азербайджанцев Ирана и Закавказья. Национальные чувства азербайджанцев безуспешно пытались использовать пантюркисты. По этому поводу газета «Сетар-е Иран» в 1921 году писала: «Благодаря энергичным выступлениям населения Азербайджана против турецких агентов удалось парализовать их деятельность… Азербайджанцы ярко проявили своё патриотическое чувство к Персии».
Важным событием в общественно-политической истории Ирана и населения Иранского Азербайджана стало национально-освободительное движение под руководством шейха Мохаммада Хиябани, направленное против шахского режима. В начале 1920 года Хиябани объявил южный Азербайджан — Азадистаном («Страна Свободы» — азерб. ), но восстание было подавлено войсками Ирана и контроль Тегерана был полностью восстановлен.

### Эпоха правления Реза-шаха
Поставив своей целью восстановить былое величие страны, пришедший к власти Реза-шах, взял курс на европеизацию страны, укрепление государственности и армии. Идеологической базой внутренней и внешней политики стали идеи иранского национализма, получившие в дальнейшем довольно сильное развитие. Господствующей концепцией официальных монархических кругов была концепция «единой иранской нации», согласно которой все мусульманские народы страны представляют одну нацию на персидской основе. Особое место придавалось распространению персидского языка в неперсидских районах. Пехлеви запретили использование азербайджанского языка в образовании, прессе и делопроизводстве. Губернаторами в Азербайджан были назначены персы, большинство высоких административных постов также занимали персы, а не азербайджанцы. Один из азербайджанцев рассказывал о том периоде:
К нам относились, особенно к концу правления Реза-шаха, как к иранцам второго сорта; характеризуя наши умственные способности, чиновники-персы сравнивали нас с животными [ослами]. С началом второй мировой войны эта политика, казалось, стало более ярко выраженной. Чем более режим Пехлеви чернил нас, тем активнее росло неприятие персидской культуры.
В стране переименовывались иноязычные топонимы. Например, в Азербайджане река Аджи-чай стала Талхаруд; Караджадаг — Арасбараном. Название «Курдистан» при подстрекательстве «Организации по руководству общество» было заменено на «Западный Азербайджан», а сама провинция Курдистан стала административной частью Азербайджана.
Шахский режим использовал также неприязненные отношения между проживающими в Иране курдами и азербайджанцами. Подавляя курдов при помощи их исторического неприятеля политика Пехлеви напоминало деятельность каджарской администрации. Высшие административные посты в Иранском Курдистане занимали как персы, так и азербайджанцы. Все полицейские силы Мехабада к началу Второй мировой войны состояли из азербайджанцев. Такая политика ещё сильнее усилило у курдов традиционную антипатию к азербайджанцам, которая и без того имела многовековую традицию.
По мнению израильского учёного Бренды Шаффер, национализм в Иранском Азербайджане возник вследствие официальной политики, проводимой пришедшей к власти династией Пехлеви. Азербайджанцы, как и другие национальные меньшинства Ирана, стали подвергаться культурной дискриминации, что выразилось у них в выражении национальной самоидентификации. Инициированная новой властью политика «иранского национализма», заключавшаяся в объединении всех народов и племён под персидской национальной идентичностью и вследствие этого проводимая ассимиляционная политика, в частности закрытие национальных школ, запрет на публикации на иных языках и смена имён и названий на персидский лад, вызвали рост национал-патриотических настроений в среде азербайджанцев. Позже, в 1930-е годы, начала проводиться политика экономической дискриминации. По мнению Б. Шаффер, дискриминационная экономическая и культурная политика шаха Реза Пехлеви в отношении азербайджанцев возможна была наказанием за их участие в антишахском национально-освободительном движении 1920 года, возглавляемом Хиябани. В 1937 году большая часть Иранского Азербайджана, составлявшая одну административно-территориальную единицу Ирана, была поделена на две провинции (остана). Некоторые традиционные территории Азербайджана были переданы в состав других иранских провинций. Ухудшение экономической ситуации в регионе и запрет на выезд в Советский Азербайджан на сезонные работы, привёл к массовому оттоку азербайджанского населения в Тегеран в поисках работы. Это, в свою очередь привело, с одной стороны, к ассимиляции части мигрировавших азербайджанцев, и росту националистических чувств другой части. Эти процессы вылились в попытку увязать свою национальную идентичность и идеологию с некоторой свободой национальной самоидентификации азербайджанцев в СССР, что привело к тому, что начавшаяся в последующем национально-освободительное движение в Иранском Азербайджане ориентировалось на укрепление связей с Советским Азербайджаном и носило коммунистическую направленность.

### Национальное правительство Азербайджана

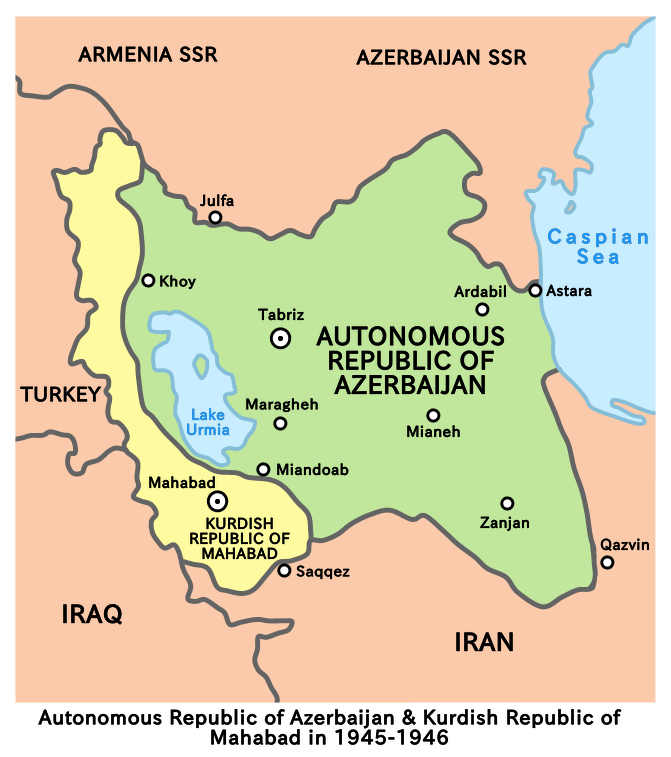
Территория Национального правительства Азербайджана (зелёный) и Мехабадская республика (жёлтый)

Контакт между азербайджанскими частями Ирана и Советского Союза был ограничен до тех пор пока в 1941 году советские войска не вошли в северный Иран во время Второй мировой войны. Азербайджанский народ получил возможность объединения.
В 1945 году на территории Южного Азербайджана, занятой советскими войсками, образовалось де-факто самостоятельное государственное образование — Национальное правительство Азербайджана (Демократическая Республика Азербайджан). Между курдскими и азербайджанскими националистами в данный период продолжали сохраняться острые и до конца не преодолённые противоречия, причём советские власти чаще склонялись на азербайджанскую сторону. Несмотря на это, курдские и азербайджанские националисты старались наладить сотрудничество и соблюдать декорум взаимной лояльности. Один из пунктов Демократической партии Иранского Курдистана гласил: «Демократическая парти Курдистана будет предпринимать максимум усилий, чтобы добиться единства и солидарности курдов, азербайджанцев, армян и ассирийцев». К несчастью, это сотрудничество оказалось недолговечным. Курды не признавали Иранский Курдистан частью Иранского Азербайджана, и в начале 1946 года в Иранском Курдистане была провозглашена Мехабадская Республика. Курдское правительство в Мехабаде гарантировало права меньшинств, в том числе и азербайджанцев. Государственное образование в Южном Азербайджане просуществовало всего один год, до момента, пока советские войска не были отозваны назад под нажимом альянса США, Франции и Великобритании. На следующий день несколько тысяч иранских азербайджанцев были убиты. В последующие годы сепаратистские настроения в Азербайджане внимательно отслеживались, и использование азербайджанского языка ещё больше подавлялось.

### Эпоха правления Мохаммад Реза-шаха
В тот период в иранской общественной мысли появились некоторые изменения относительно национального вопроса. Благодаря обществу «Азербайджан», издававшего газету «Азербайджан», в общих чертах было сформулировано некоторое понимание нации как народа, обладающего общностью языка, чувств, традиций и территории и на основе этого обоснована самостоятельность азербайджанской нации и её право на свободное национальное развитие. Такое положение встретило противоположную реакцию среди иранских идеологов, представления которых об нации и «иранской нации» к тому времени уже были более менее систематизированы. Например, в 1942 году вышла работа Г. Катиби «Азербайджан ва вехдет-е милли-йе Иран», в которой на основе различных определений (в том числе международно-правовых) нации, национальности, национального единства и их признаков, он стремился обосновать идею о национальном единстве Азербайджана и Ирана и в первую очередь на основе «единства национального идеала» и таким образом опровергнуть идею о самостоятельности азербайджанской нации.
Новое общенациональное движение (политика правительства Моссадыка), развернувшееся в Иране в 1951—1953 годах, стимулировало рост интереса у иранской общественности к этническим группам страны. На страницах печати критике стала подвергаться проводимая правящими кругами политика персизации иноязычных народов и игнорирование их национальных прав. Так, публицист Бехьяр в своей статье «Наша нация и азербайджанская нация» обрушился с резкой критикой на высказывания профессора Моджтаба Минови о «единой иранской нации».

### После исламской революции
Азербайджанцы были в авангарде широкой антишахской коалиции, вылившейся в Исламскую революцию, которая привела к свержению шахского режима. Исламская революция началась в январе 1978 года с расстрела шахской полицией в Куме демонстрации студентов, протестовавших против клеветнической статьи в государственной газете о аятолле Хомейни. На сороковой день гибели людей 18—19 февраля вспыхнуло восстание в Тебризе, в котором приняло участие около 100 тыс. человек. На подавлении беспорядков, ставшим первым крупным массовым выступлением против шахского режима, правительство бросило армейские части, танковые подразделения и боевые вертолёты, что привело к человеческим жертвам. Призывая к автономии или даже к независимости, азербайджанцы в месте с тем отражали мнения всего Иранского общества, требуя демократии, свободы мнений и освобождения от иностранного влияния, которое было персонифицировано в самом Шахе.
Вслед за революционными событиями в местах компактного проживания этнических меньшинств (арабы, курды, белуджи) были выдвинуты требования автономии; сложная обстановка сложилась в районах расселения туркмен и кашкайцев. В отличие от других провинций в Иранском Азербайджане национальный вопрос не стоял столь остро. В развернувшихся здесь выступлениях преобладали демократические требования, а сугубо национальные вопросы касались культурного, языкового характера, административных замещений. С начала революции в Иранском Азербайджана очень сильны были либеральные и левые группировки, в особенности Моджахедин-э Халк. В решении национального вопроса среди левых не было единой позиции. Часть из них выступала за развитие национально-демократической революции в масштабах всей страны и считали, что с её победой будут разрешены национальные проблемы. Другие своей первоочерёдной задачей видели создание национальных автономий и проведение в рамках них социальных преобразований, которые в свою очередь станут плацдармом для распространения демократизации по всей стране. Довольно много сторонников в Иранском Азербайджане имела Партия федеративной республики Иран, выступавшей за переустройство страны по типу индийских штатов. В апреле 1979 года в Тебризе возникло общество защиты прав и свобод народов Азербайджана. К числу её требований относились предоставление всех национальных прав азербайджанцам, объединение Западного и Восточного Азербайджана в единую административную единицу, создание автономной власти с правом решать местные финансовые и культурные вопросы.

Обострение же обстановки в Иранском Азербайджане было связано не столько с движением за автономию, сколько с политической борьбой за власть между некоторой частью азербайджанских финансово-предпринимательских кругов и шиитского имамитского духовенства с улемами джафаритского толка и поддерживавшими их кругами иранской буржуазии. Правящей религиозной элите в Тегеране был противопоставлен свой местный религиозный лидер — великий аятолла Мохаммад Казем Шариатмадари. Шариатмадари был выходцем из азербайджанской среды. Пока лидер исламской революции аятолла Хомейни находился в эмиграции, он считался главным религиозным авторитетом в Иране. Большая часть верующих азербайджанцев относилась к числу его последователей. Вокруг фигуры Шариатмадари сплотились и местные леворадикальные группировки, включая Моджахеддин-е Халк.
После победы исламской революции отношения между Шариатмадари и Хомейни приняли натянутый характер. Шариатмадари открыто не разделял концепцию Хомейни велайат-е факих, лёгшую в основу государственной власти Ирана. Более того, он считал, что формулировка вопроса на референдуме «Поддерживаете ли вы Исламскую республику? Да? Нет?» лишало избирателей права выбора, и потому он выдвинул свою альтернативу, предлагая поставить вопрос следующим образом: «Какую политическую систему Вы желаете для своей страны?». Шариатмадари расходился со сторонниками Хомейни и в вопросе о подготовке проекта новой Конституции. Он настаивал на том, чтобы для разработки Конституции была созвана Конституционная ассамблея из представителей всех слоёв населения, но его предложение было отвергнуто. Обстановка в некоторых районах Иранского Азербайджана оказалась настолько острой, что здесь не были проведены ни референдум, ни выборы в меджлис. Разногласиями между Хомейни и Шариатмадари попытались воспользоваться азербайджанские националисты. Последнего поддерживала группа «Пишгаман» («Разведчики»), образовавшаяся в Тебризском университете. Она состояла из студентов и рабочих, пытавшихся установить в Иранском Азербайджане местную автономию. Противоборство между Шариатмадари и Хомейни достигли своего апогея в декабре 1979 года и январе 1980 года, когда в Куме и Тебризе произошли столкновения между последователями обоих аятолл. На массоовых демонстрациях, прошедших в декабре 1979 года в Тебризе, было выдвинуто требование предоставление автономии азербайджанцам и другим этническим меньшинствам. Поскольку Шариатмадари придерживался религиозного принципа решения межнациональных проблем, то он не стал лидером автономистов. Сам он в конечном итоге оказался под домашним арестом и был обвинён в причастии к государственному перевороту и убийству Хомейни.
Одной из важнейших причин отсутствия в Иранском Азербайджане массового движения за автономию являлось то, что при исламском режиме представители азербайджанцев получили доступ к высшим эшелонам власти. Многие ключевые позиции в политической системе Ирана находились в руках лиц азербайджанского происхождения. По утверждению английского журнала «Экономист» от 15 декабря 1979 года некоторые азербайджанцы заявляли, что они менее заинтересованы в своём участии в самоуправлении в Азербайджане, чем в управлении всей страной. В 1981 года президентом и премьер-министром Ирана стали азербайджанцы Али Хаменеи и Мир-Хосейн Мусави соответственно. Сообщалось о митингах в Тебризе под лозунгами «Будем бороться с любым проявлением сепаратизма», «Азербайджанский народ душой и телом поддерживает шиитское духовенство».
В 1979 году в районе Резайе вспыхнули столкновения между курдами-суннитами и азербайджанцами-шиитами. Представители азербайджанцев приняли участие в Конгрессе угнетённых народов Ирана, прошедшем в августе 1979 года в Иранском Курдистане.
Тысячи азербайджанских добровольцев принимали участие с персами и другими народами Ирана в Ирано-иракской войне. Населённый преимущественно азербайджанцами Ардебиль занимает второе место среди городов по числу погибших в ходе этой войны.
Минимум двадцать миллионов носителей тюркского языка называют себя тюрками. Они не понимают, почему другие настаивают на том, чтобы называть их как-то иначе (2002).
Неофициальные интервью с жителями Тегерана, Ардебиля и других ирано-азербайджанских городов в период с 2010 по 2014 годы показывают, что всё большее число азербайджанцев заявляют об этнолингвистической тюркской (тюркской или торки) идентичности, а не о местной (Тебризи, Ардебили) или более нейтральной региональной (азербайджанской) или национальной (иранской) идентичности, как это было более распространено в прошлые годы.
Многие из племенных тюрок также обладают дополнительной специфической племенной идентичностью. В интервью азербайджанец племенного происхождения заявил, что племенные тюрки идентифицируют себя с азербайджанцами и являются одними из наименее ассимилированных в персидскую культуру из всех тюрок, живущих в Иране, и что они весьма упорно сохраняют азербайджанскую тюркскую культуру, которая занимает более важное место в их жизни, чем среди городских тюрок. Основной язык большинства племенных тюрок в Иране — азербайджанский, и по сравнению с тюркскими соплеменниками неплеменного происхождения, гораздо меньше из них приняли персидский в качестве основного языка. Более того, некоторые из этих тюркских племён, такие как шахсевены, имеют соплеменников на севере Азербайджана.

## Религия
Традиционно большинство всех азербайджанцев исповедует ислам шиитского толка (джафаритский мазхаб). В Иране у подавляющей части азербайджанцев распространено иснаашаритское направление шиизма. Среди азербайджанского населения остана Восточный Азербайджан также есть сторонники суфийского ордена накшбандийа; небольшая часть азербайджанцев-шиитов также являются приверженцами немногочисленного шиитского ответвления этого ордена. Меньшинство азербайджанцев Ирана составляют бахаи. Среди азербайджанцев частично можно найти последователей крайней шиитской (гулат) секты али-илахи; имеются небольшие группы мусульман-суннитов.

## Языковая ситуация

### Общие сведения
Азербайджанский язык в Иране распространён в северо-западных регионах страны. На нём также разговаривают живущие на юге Ирана кашкайские племена. В отличие от языка Кавказского Азербайджана, азербайджанский язык в Иране оставался менее изучен. По состоянию на 1970 год имелись 1442 работы, посвящённых азербайджанскому языку Советского Союза, и только 18 исследований по азербайджанскому языку Ирана. В Иране азербайджанский язык подразделяется на следующие диалекты: тебризский, урмийский, хойский, кушчинский (Центральный остан), марагинский, мерендский, урьянтепинский (остан Западный Азербайджан), туркменчайский (остан Восточный Азербайджан), ардебильский, сарабский, мианский, а также анклавные: галугяхский (остан Мазендеран) и диалекты Лотфабада и Дергеза (остан Хорасан-Резави). Галугяхский диалект очень близок к азербайджанскому и иногда рассматривается как самый восточный азербайджанский диалект, хотя обладает и некоторыми отличиями от него. В Иране письменный азербайджанский язык основан на южных диалектах и в отличие от речи кавказских азербайджанцев в нём содержится значительное количество заимствований арабо-персидского происхождения. Практически все азербайджанцы двуязычны: помимо родного владеют также и персидским языком.
Азербайджанцы представлены во всех общественно-политических сферах жизни, политической, военной и интеллектуальной иерархии, так же как и в религиозной иерархии, но, несмотря на это, обеспечение языковых прав остаётся по сей день непростым аспектом взаимоотношений между центральной властью и азербайджанским населением.

### Шахский период
При Сефевидах, как было сказано, азербайджанский язык длительное время являлся языком двора, армии и суда. Это был родной язык правившего в 1848—1896 годах персидского шаха из династии Каджаров Насреддин-шаха. В период Конституционной революции 1905—1911 годов в Иранском Азербайджане на азербайджанском языке стали издаваться демократические газеты, увеличилось число новометодных азербайджанских школ. Пришедшая в 1925 году на смену Каджарам династия Пехлеви запретила использование азербайджанского языка в образовании, прессе и делопроизводстве. Более того, многие представители тогдашних иранских правящих кругов не признавали даже само существование азербайджанского языка. Некоторые из них утверждали, что это диалект персидского языка, другие выдвигали требования, чтобы азербайджанцы забыли свой язык по той причине, что он, якобы, навязан им чужеземными завоевателями. В частности, такие паниранисты как Р. Шафаг, М. Махмудхан, Г. Катиби, Дж. Фечик, А. Кавяншур, М. Машкур, Э. Рза, А. Дехгани, Р. Инаят, Н. Натег и т. д. рассматривали азербайджанский язык как диалект персидского, возникший в период монгольского завоевания. Абдолла Мустофи, занимавший в 1930-х годах должность губернатора Азербайджана, пояснял:
Я всегда напоминал азербайджанцам: «Вы — истинные дети Дария и Камбиза; почему же вы говорите на языке… Чингиза?» Естественно, единственным стремлением было содействовать становлению национального единства, предотвратить употребление тюркского языка и убрать вопрос о тюркоязычном меньшинстве из поля зрения иностранцев… Я всеми силами поощрял употребление фарси.
Получившие сильное развитие в правление Реза-шаха идеи персидского национализма и паниранизма, в том числе идея единой иранской нации, нашли отражение и в художественной литературе. Поэт Ареф Казвини, помимо демократических произведений, писал стихи, в которых говорил о необходимости искоренить тюркский (то есть азербайджанский — прим.) язык в Иране. Дело доходило до того, что студентов-азербайджанцев, разговаривающих в аудиториях на тюркском языке, унижали, штрафовали и подвергали физическим наказаниям. По словам главы департамента образования в Азербайджане «любому студенту, заговорившему по-тюркски, сразу же водрузят на голову лошадиную торбу».
Паниранистские взгляды присутствовали и среди самих азербайджанцев, в числе которых был видный учёный Ахмед Кесреви. В одной из своих работ он осуждал стремление провинций к автономии и испытывал страх по поводу того, что это может привести к распаду Ирана. Кесреви писал по поводу языка азербайджанцев: «Вкратце, говорящие на тюркском среди иранского населения, распространённые во всех регионах Ирана — не персы, которых заставили оставить и забыть свой родной язык и выучить тюркский. Никто не говорит на тюркском вследствие покорения тюркскими завоевателями своих земель, согласно распространённому в Иране мнению; говорящие на тюркском никто иные как потомки тюрков, которые мигрировали в древности из Туркестана». Он считал, что предоставление языковых свобод не ограничатся отдельных этносами, а их потребуют и остальные населяющие страну народы, и таким образом «от Ирана ничего не останется». Со своей позицией выступал в 1945 году уроженец Тебриза, премьер-министр Ирана Ибрахим Хакими: «народ Азербайджана никогда не имел никакого отношения к тюркскому языку, навязанному ему варварами-монголами, для которых он был родным». Однако среди азербайджанцев, занимавших при Реза-шахе важные посты в государстве, имелись и те, кто враждебно относился к игнорированию азербайджанского языка. В частности, министр внутренних дел, а позже премьер-министр Ирана, Махмуд Джем в беседе с посланником Турции как-то сказал: «Клянусь богом, мы, азербайджанцы, совсем растерялись. Дома говорим по-азербайджански, к правительству обращаемся по-персидски, а господу-богу молимся по-арабски».
Ситуация изменилась, когда в августе 1941 года советско-английские войска вторглись в Иран, оккупировав север и юг страны. Азербайджанцы получили возможность говорить и издавать газеты на родном языке. В Тебризе появились культурно-просветительные организации и театры. На фоне обретения политических и культурных свобод, азербайджанцы смогли открыто заявить о своём недовольстве, касавшегося в первую очередь языкового вопроса. В феврале 1942 года газета «Азербайджан» опубликовала основные цели азербайджанцев:

Наша главная цель… защитить демократическое право народа на употребление родного языка. Теперь самое время для правительства признать, что азербайджанцы не являются и никогда не были персоязычным народом. Наш официальный и родной язык — азербайджанский. Мы сделаем всё, что сможем, чтобы ввести наш родной язык в наши школы и правительственные учреждения. Те, кто пытался уничтожить наш язык, должны изменить своё отношение к нему.

На первом учредительном съезде Азербайджанской демократической партии в Тебризе, состоявшейся 2 октября 1945 года, горячо обсуждались вопросы национальной автономии, свободы языка и земельный вопрос. Делегат съезда Мукаррамульмульк, отвечая на заявления тегеранских газет и реакционных элементов об азербайджанском языке, сделал следующее заявление:
Центральная власть, её министры, заботящиеся лишь о собственной карьере и личном кармане, всегда старались держать нас во тьме, закрыть дверь культуре и науке для наших детей. Нам говорят, что азербайджанский язык — не родной нам язык, он навязан нам монголами. Но я спрашиваю, если монголы, находившиеся в нашей стране не более одного века, сумели навязать нам свой язык, то как же случилось, что фарсы, управлявшие нашей страной в течение шести столетий и применявшие в отношении нас всяческое насилие, не сумели, однако, вернуть нас к фарсидскому языку? Ясно, что мы знали, знаем и будем знать лишь один азербайджанский язык, который оставлен нам нашими предками.
В ноябре 1945 года на территории, занятой советскими войсками, образовалось Национальное правительство Азербайджана, которое 6 января 1946 года объявило азербайджанский язык государственным языком Южного Азербайджана. Для первых семи классов школы были подготовлены и изданы учебники на азербайджанском языке. Заключённое в июне того же года, по итогам переговоров между центральной властью и азербайджанскими демократами, соглашение, предусматривало, что в Азербайджане «преподавание в средних и высших школах будет вестись на двух языках — персидском и азербайджанском». Однако с падением Национального правительства запрет на публичное использование азербайджанского языка был возобновлён. В течение последующих десятилетий, отношение среди иранских правящих кругов к вопросу развития культуры и языка неперсидских народов претерпело некоторые изменения. В свет стали выходить исследования об азербайджанском языке, на нём издавались художественные произведения. Несмотря на неблагоприятные условия, развивалась литература на национальном языке, среди преподавателей наблюдалось стремление перейти к обучению на своём языке. Так, газета «Дейхан» в 1958 году писала, что преподаватели одного из факультетов Тебризского университета предпочитают читать лекции на азербайджанском языке. Несмотря на всё это, правящий монархический режим продолжал игнорировать политические права как азербайджанцев, так и курдов.

### После Исламской революции
После победы в 1979 году Исламской революции, была принята новая конституция, провозгласившая, что «местные национальные языки могут свободно использоваться наряду с персидским языком в прессе и иных средствах массовой информации, а также для преподавания национальных литератур в школах» (ст. 15). Однако этому положению противоречит другая статья конституции (ст. 17), где указывается, что «цвет кожи, раса и язык и тому подобные различия не будут служить причиной получения привилегий». Таким образом, конституция предоставляет возможность преподавания родной литературы и использования своего языка в различных средствах массовой информации, но остального национальные меньшинства лишены: возможности обучения (кроме арабского и собственно персидского) в школе и использования родного языка в официальных документах. Посол СССР в Иране Виноградов писал:

Шахский режим всячески поддерживал отсутствие национальных различий среди населения Ирана. Людям усиленно внушалось, что все они иранцы, все под покровительством единого вождя — шаха. Однако печать и радио на каком-либо языке, кроме персидского, запрещались. Это был насильственный, идущий сверху, от господствующей нации, способ стирания национальных различий… Нужно сказать, что нынешнее «исламское правление» Ирана отрицает даже само наличие нескольких национальностей в Иране; согласно одной из догм, существует лишь единая «мусульманская община», члены которой говорят на различных языках. Так что в национальном вопросе исламский режим ведёт ту же политику, что вёл шах.

Период после провозглашения независимости Азербайджанской Республики на севере обозначен появлением открытой и скоординированной политической деятельности и созданием организаций, которые объединили иранских азербайджанцев. Право на использование азербайджанского языка в Иране было главной темой политической активности начавшейся в тот период. Весной 1998 года группа из шестидесяти лидеров интеллигенции Иранского Азербайджана послала открытое письмо тогдашнему президенту Мохаммаду Хатами с требованием свобод в области культуры и языка. Они указали, что их язык является тем же, на котором говорят в Азербайджанской Республике и там, в отличие от Ирана, разрешается печатать на азербайджанском языке. Молодёжные студенческие организации также требовали создания двуязычной образовательной системы.
В настоящее время в Иране на азербайджанском языке издаются журналы, газеты и т. д. Как сообщил в 2006 году посол Ирана в Азербайджане Афшар Сулеймани, в Иране издаются более 130 газет и журналов на азербайджанском. На телеканале Sohar и радио «Голос Исламской Республики Иран» выходят передачи на азербайджанском.

## Современное положение

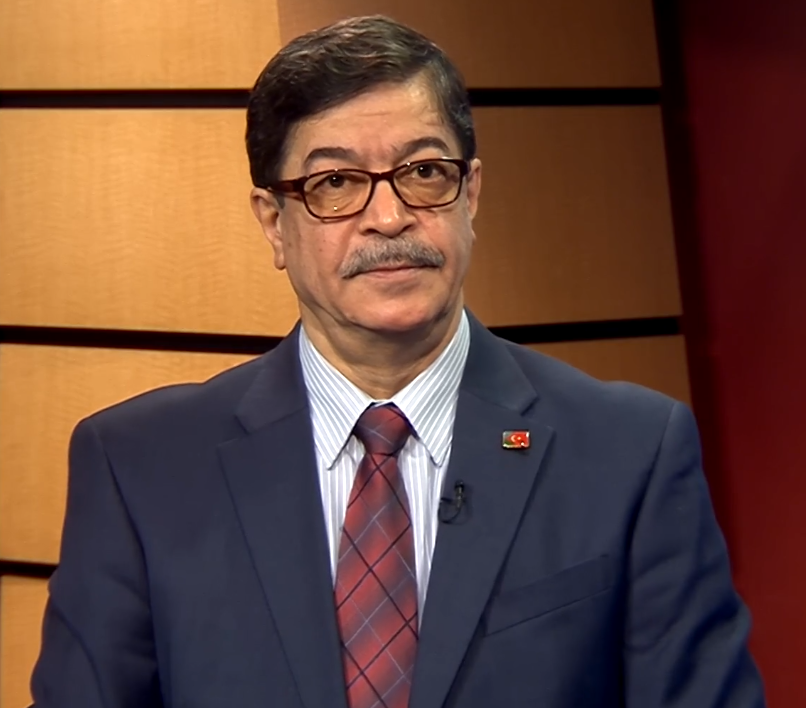
Махмудали Чохраганлы — основатель и глава Движения национального пробуждения Южного Азербайджана

В настоящее время азербайджанцы в Иране считаются этнической группой, составляющей неотъемлемую часть иранской нации. Как писал в 1987 году в своей статье «От шаха до Хомейни» посол СССР в Иране Виноградов «благодаря своей многочисленности, экономической и культурной развитости, азербайджанцы с течением времени органически вросли в иранское общество и не стали там так называемым „национальным меньшинством“; в Тегеране — центре политической, экономической и культурной активности — было около полутора миллионов азербайджанцев».
В 1991 году возникла сепаратистская организация «Национально-освободительное движение Южного Азербайджана» (CAMAH). Первым её руководителем стал публицист, поэт и писатель Пируз Диланчи. Позже в 1995 году профессором-азербайджанцем Махмудали Чохраганлы, который выиграл выборы в парламент Ирана, но не был туда допущен, была создана ещё одна организация — «Движение национального пробуждения Южного Азербайджана» (GAMOH/GAMIC). Эта организация требует предоставления независимости азербайджанцам и действует в подполье. Азербайджанская Республика, в свою очередь, колеблется между сочувствием к соотечественникам — иранским азербайджанцам и нежеланием обострять отношения с Ираном. Российский общественный деятель, председатель Исламского комитета России Гейдар Джемаль в интервью газете «Эхо» в 2004 году следующим образом описал взгляд азербайджанцев Ирана на кавказских азербайджанцев:
Я должен подчеркнуть, что азербайджанцы Ирана по отношению к Северному Азербайджану выступают с достаточно высокомерных, имперских позиций. Они рассматривают его как психологически и морально деградировавшую часть Азербайджана, которую нужно хорошенько встряхнуть и поднять до своего уровня. То есть, они считают себя людьми крепкими, инициативными, высоко организованными, имеющими принципы и идеалы. В то время как своих северных соотечественников они считают людьми, которые в значительной степени расслабились, потеряли стимулы, умение контролировать жизнь, обеспечивать себя, соблюдать традиционные нормы. И они считают азербайджанцев Севера виновными за утрату части национальной территории в силу очевидного расслабления и каких-то дефектов характера.
Первый год, после распада Советского Союза, были открыты границы и сотни семей по обе стороны начали активно навещать друг друга. Были достигнуты значительные улучшения в коммуникационных и транспортных соединениях между Азербайджанской Республикой и азербайджанскими провинциями Ирана. Появились прямые авиационные и автобусные рейсы. Были установлены связи и подписаны соглашения между администрацией азербайджанских провинций Ирана и правительством Азербайджанской Республики, в области торговли, образования, научных исследований и экономического сотрудничества. Первоначально иранские власти приветствовали контакты по обеим сторонам границы, надеясь на распространение своего влияния на новорожденную Азербайджанскую Республику. Однако вскоре они осознали, что влияние происходит в обратном направлении. И к концу 1992 года начали ставить препятствия на пути контактов и с целью их сокращения. Так например, в отличие от своей политики в отношении беженцев из Афганистана и Ирака, Иранские власти отказались принять азербайджанских беженцев, спасающихся из районов боевых действий с Арменией, опасаясь интенсивного общения между беженцами и «своими» азербайджанцами. Также правительство Ирана изменило свою позицию в Карабахском конфликте в пользу поддержки Армении, так как считало, что победа Азербайджана вдохновит иранских азербайджанцев.
В 2003 году по северо-западу Ирана прокатилась волна массовых демонстраций азербайджанцев. С тех пор позиция иранских властей в отношении националистических организаций стала заметно жестче. В июле того же года была показательно казнена 19-летняя студентка-азербайджанка, принимавшая участие в протестах. В 2006 году разгорелся новый скандал вокруг высмеивающей азербайджанский язык карикатуры, напечатанной в государственной газете, вылившийся в тысячные акции протеста в азербайджанонаселённых городах Ирана. Иранские службы безопасности жёстко подавили демонстрации, убив, как минимум четырёх человек, ранив сорок три человека и арестовав сотни азербайджанцев. В 2015 году ряд крупных городов Ирана вновь охватили протесты азербайджанцев.
В издании «Iran and the Challenge of Diversity» приводится пример отношения к азербайджанским тюркам в Иране: 
Тюркская семья только что переехала из Тебриза в Тегеран. Однажды ребёнок из этой семьи прибегает домой к матери с улицы, где он играл с другими детьми, и, плача, говорит: «Мама, персидские дети на улице называют меня Turk-e khar [тюркский осел]!» «Нечего расстраиваться, дорогой», — говорит мать. «Ты иди туда и на этот раз назови их Fars-e khar [персидские ослы]!» Возбуждённый и решительный, ребенок возвращается на улицу. На полпути он снова бежит к маме, крича: «Но мама! Разве ты не знаешь, что персы — не ослы?!»
Персы и другие ираноязычные народы Ирана называют азербайджанцев «тюрк» (перс. ترک‎).

### Видеоматериалы
- Репортаж NBC NEWS об антихомейниских протестах сторонников аятоллы Шариатмадари в Тебризе в январе 1980 г. Архивная копия от 15 ноября 2015 на Wayback Machine
- Азербайджанцы (со стороны Ирана и Азербайджана) по обе стороны реки Аракс после разрушения 31 декабря 1989 г. советско-иранской границы  Архивная копия от 20 октября 2016 на Wayback Machine